# Canton des Aspres
Le canton des Aspres est une circonscription électorale française du département des Pyrénées-Orientales créée par le décret du 26 février 2014 et entrée en vigueur lors des premières élections départementales suivant la publication du décret.

## Histoire
Un nouveau découpage cantonal des Pyrénées-Orientales entre en vigueur à l'occasion des élections départementales de 2015. Il est défini par le décret du 26 février 2014, en application des lois du 17 mai 2013 (loi organique 2013-402 et loi 2013-403). Les conseillers départementaux sont, à compter de ces élections, élus au scrutin majoritaire binominal mixte. Les électeurs de chaque canton élisent au Conseil départemental, nouvelle appellation du Conseil général, deux membres de sexe différent, qui se présentent en binôme de candidats. Les conseillers départementaux sont élus pour 6 ans au scrutin binominal majoritaire à deux tours, l'accès au second tour nécessitant 12,5 % des inscrits au 1er tour. En outre la totalité des conseillers départementaux est renouvelée. Ce nouveau mode de scrutin nécessite un redécoupage des cantons dont le nombre est divisé par deux avec arrondi à l'unité impaire supérieure si ce nombre n'est pas entier impair, assorti de conditions de seuils minimaux. Dans les Pyrénées-Orientales, le nombre de cantons passe ainsi de 31 à 17.
Le nouveau canton des Aspres est formé de communes des anciens cantons de Céret (4 communes), de Thuir (17 communes) et de Toulouges (1 commune). Avec ce redécoupage administratif, le territoire du canton s'affranchit des limites d'arrondissements, avec 19 communes incluses dans l'arrondissement de Céret et 3 dans celui de Perpignan. Le bureau centralisateur est situé à Thuir.

## Représentation
| Période élective | Période élective | Mandat | Mandat   | Identité           | Nuance | Nuance | Qualité |
| ---------------- | ---------------- | ------ | -------- | ------------------ | ------ | ------ | --- |
| 2015             | 2021             | 2015   | 2021     | René Olive         |        | PS     | Retraité de l'enseignement Maire de Thuir (depuis 1989) Président de la Communauté de communes des Aspres Vice-président du conseil départemental Ancien conseiller général du canton de Thuir (1982-2015) |
| 2015             | 2021             | 2015   | 2021     | Edith Pugnet       |        | PCF    | Educatrice Première adjointe au Maire de Cabestany Vice-présidente du conseil départemental |
| 2021             | 2028             | 2021   | en cours | Hermeline Malherbe |        | PS     | Conseillère municipale de Thuir (depuis 2020) Présidente du conseil départemental (depuis 2010) Conseillère sortante du canton de Perpignan-6                                                              |
| 2021             | 2028             | 2021   | en cours | Thierry Voisin     |        | PS     | Ancien cadre Premier adjoint au maire de Thuir |

### Résultats détaillés

#### Élections de mars 2015
À l'issue du 1er tour des élections départementales de 2015, trois binômes sont en ballottage : René Olive et Edith Pugnet (Union de la Gauche, 33,75 %), Georges Puig et Claudine Verplanken (FN, 30,87 %) et Daniel Mach et Marie-Thérèse Sanchez-Schmid (UMP, 27,08 %). Le taux de participation est de 58,7 % (13 351 votants sur 22 743 inscrits) contre 55,72 % au niveau départemental et 50,17 % au niveau national.
Au second tour, René Olive et Edith Pugnet (Union de la Gauche) sont élus avec 41,29 % des suffrages exprimés et un taux de participation de 61,25 % (5 518 voix pour 13 931 votants et 22 743 inscrits).

#### Élections de juin 2021
Le premier tour des élections départementales de 2021 est marqué par un très faible taux de participation (33,26 % au niveau national). Dans le canton des Aspres, ce taux de participation est de 34,5 % (8 643 votants sur 25 050 inscrits) contre 35,53 % au niveau départemental. À l'issue de ce premier tour, deux binômes sont en ballottage : Hermeline Malherbe et Thierry Voisin (Union à gauche avec des écologistes, 37,7 %) et Sophie Delort et Georges Puig (RN, 30,99 %).
Le second tour des élections est marqué une nouvelle fois par une abstention massive équivalente au premier tour. Les taux de participation sont de 34,36 % au niveau national, 38,03 % dans le département et 36,86 % dans le canton des Aspres. Hermeline Malherbe et Thierry Voisin (Union à gauche avec des écologistes) sont élus avec 55,83 % des suffrages exprimés (4 785 voix pour 9 235 votants et 25 052 inscrits),,.

## Composition
Le nouveau canton des Aspres comprend vingt-deux communes entières.
| Nom                              | Code Insee | Intercommunalité                    | Superficie (km2) | Population (dernière pop. légale) | Densité (hab./km2) | Modifier                                    |
| -------------------------------- | ---------- | ----------------------------------- | ---------------- | --------------------------------- | ------------------ | ------------------------------------------- |
| Thuir (bureau centralisateur)    | 66210      | CC des Aspres                       | 19,90            | 8 215 (2022)                      | 413                | modifier les données · modifier les données |
| Banyuls-dels-Aspres              | 66015      | CC des Aspres                       | 10,53            | 1 397 (2022)                      | 133                | modifier les données · modifier les données |
| Brouilla                         | 66026      | CC des Aspres                       | 7,83             | 1 586 (2022)                      | 203                | modifier les données · modifier les données |
| Caixas                           | 66029      | CC des Aspres                       | 28,11            | 131 (2022)                        | 4,7                | modifier les données · modifier les données |
| Calmeilles                       | 66032      | CC des Aspres                       | 13,22            | 60 (2022)                         | 4,5                | modifier les données · modifier les données |
| Camélas                          | 66033      | CC des Aspres                       | 12,72            | 463 (2022)                        | 36                 | modifier les données · modifier les données |
| Castelnou                        | 66044      | CC des Aspres                       | 19,28            | 286 (2022)                        | 15                 | modifier les données · modifier les données |
| Fourques                         | 66084      | CC des Aspres                       | 9,39             | 1 333 (2022)                      | 142                | modifier les données · modifier les données |
| Llauro                           | 66099      | CC des Aspres                       | 8,34             | 314 (2022)                        | 38                 | modifier les données · modifier les données |
| Llupia                           | 66101      | CU Perpignan Méditerranée Métropole | 6,88             | 2 169 (2022)                      | 315                | modifier les données · modifier les données |
| Montauriol                       | 66112      | CC des Aspres                       | 11,10            | 251 (2022)                        | 23                 | modifier les données · modifier les données |
| Oms                              | 66126      | CC des Aspres                       | 18,53            | 354 (2022)                        | 19                 | modifier les données · modifier les données |
| Passa                            | 66134      | CC des Aspres                       | 13,47            | 1 079 (2022)                      | 80                 | modifier les données · modifier les données |
| Pollestres                       | 66144      | CU Perpignan Méditerranée Métropole | 8,30             | 5 489 (2022)                      | 661                | modifier les données · modifier les données |
| Ponteilla                        | 66145      | CU Perpignan Méditerranée Métropole | 13,78            | 3 012 (2022)                      | 219                | modifier les données · modifier les données |
| Saint-Jean-Lasseille             | 66177      | CC des Aspres                       | 2,89             | 1 578 (2022)                      | 546                | modifier les données · modifier les données |
| Sainte-Colombe-de-la-Commanderie | 66170      | CC des Aspres                       | 4,74             | 172 (2022)                        | 36                 | modifier les données · modifier les données |
| Terrats                          | 66207      | CC des Aspres                       | 7,32             | 799 (2022)                        | 109                | modifier les données · modifier les données |
| Tordères                         | 66211      | CC des Aspres                       | 9,91             | 186 (2022)                        | 19                 | modifier les données · modifier les données |
| Tresserre                        | 66214      | CC des Aspres                       | 11,21            | 1 171 (2022)                      | 104                | modifier les données · modifier les données |
| Trouillas                        | 66217      | CC des Aspres                       | 17,01            | 2 291 (2022)                      | 135                | modifier les données · modifier les données |
| Villemolaque                     | 66226      | CC des Aspres                       | 6,00             | 1 289 (2022)                      | 215                | modifier les données · modifier les données |
| Canton des Aspres                | 6601       |                                     | 260,46           | 33 625 (2022)                     | 129                | modifier les données                        |

## Démographie
En 2022, le canton comptait 33 625 habitants, en évolution de +10,13 % par rapport à 2016 (Pyrénées-Orientales : +3,92 %, France hors Mayotte : +2,11 %).
| 2013   | 2018   | 2022   |
| ------ | ------ | ------ |
| 29 220 | 31 522 | 33 625 |